# Fustă

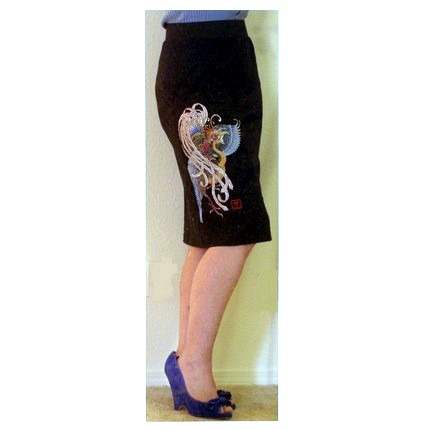

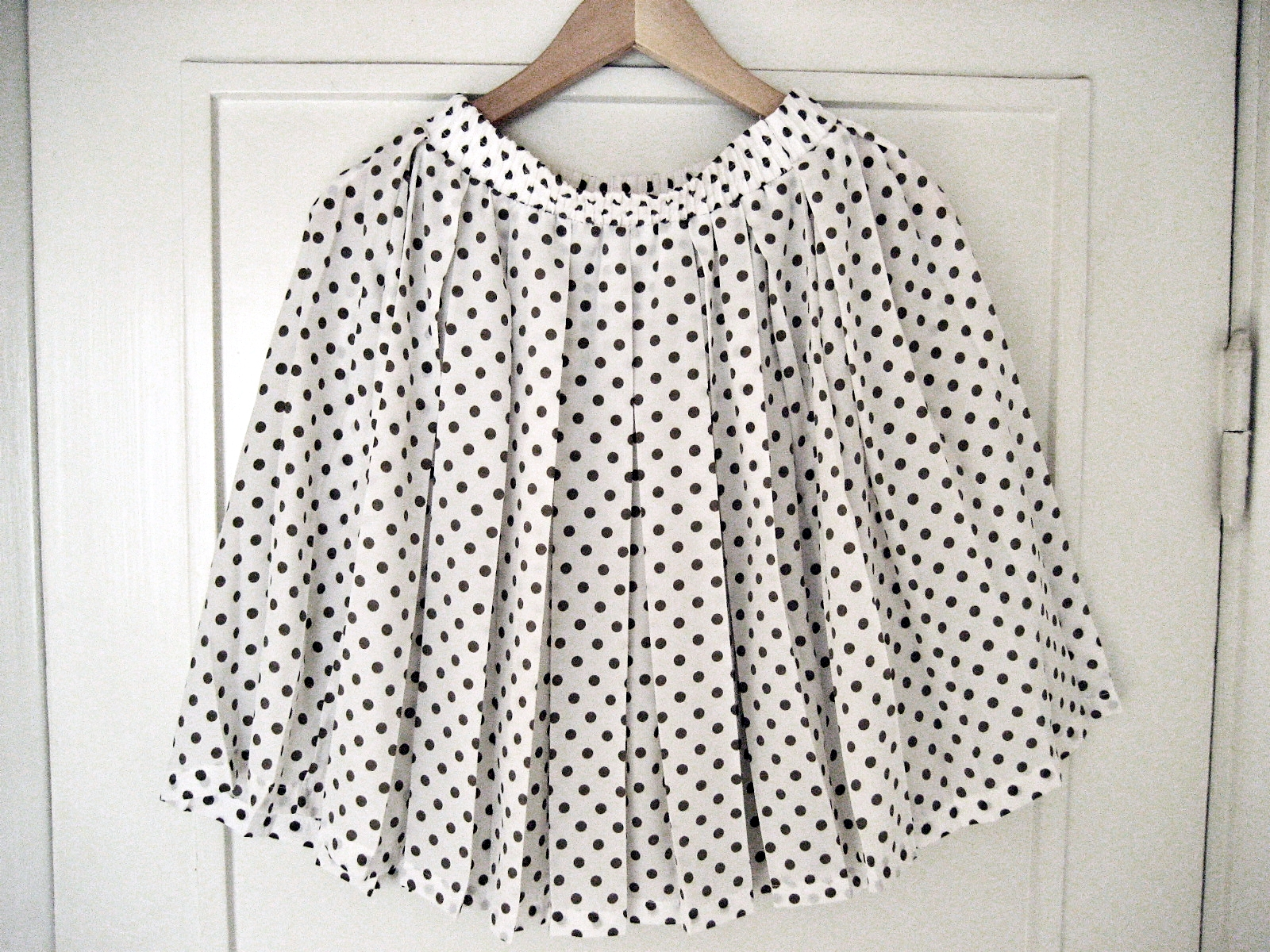
O fustă pe un umeraș.

Fusta este un articol de îmbrăcăminte în general purtat de femei. Mai rar se folosește o denumire care provine din limba franceză, jupă. În mod normal, fustele acoperă picioarele, însă există și unele modele mai scurte, numite minijupe.
În Scoția, bărbații folosesc un articol de îmbrăcăminte specific asemănător unei fuste, care se numește kilt.